# دیوید سنگر
دیوید سنگر (زاده ۵ ژوئیه ۱۹۶۰) یک روزنامه‌نگار آمریکایی است که به‌عنوان خبرنگار ارشد واشنگتن در روزنامه نیویورک تایمز فعالیت می‌کند. او از سال ۱۹۸۲ در این روزنامه مشغول به کار است و موضوعات سیاست خارجی، جهانی‌شدن، گسترش تسلیحات هسته‌ای و ریاست‌جمهوری را پوشش می‌دهد.
سنگر عضو سه تیم بوده است که برنده جایزه پولیتزر شده‌اند و به دلیل گزارش‌هایش در زمینه امنیت ملی و سیاست خارجی جوایز متعددی کسب کرده است.
او نویسنده چهار کتاب است: "میراث: دنیای پیش روی اوباما و چالش‌های قدرت آمریکا"، "مواجهه و پنهان‌کاری: جنگ‌های مخفی اوباما و استفاده شگفت‌انگیز از قدرت آمریکا"، "سلاح کامل: جنگ، خرابکاری و ترس در عصر سایبری"، و "جنگ‌های سرد جدید: ظهور چین، حمله روسیه و تلاش آمریکا برای دفاع از غرب".